# Zamek w Żwańcu
Zamek w Żwańcu – ruiny zamku położone na północ od miasteczka na skalnym stromym cyplu, który opada ku rzeczce Żwańczyk.

## Historia
W 1431 r. Władysław II Jagiełło nadał Żwaniec rycerzowi Świeczce z Leczyna (Łęczyna). W 1469 r. miasteczko było własnością królestwa, dzierżawioną przez Michała Buczackiego. Za jego czasów powstała pierwsza warownia, której kształt nie jest znany. W końcu XVI wieku Żwaniec przeszedł na własność rodziny Kalinowskich. W pierwszej ćwierci XVII wieku Walenty Aleksander Kalinowski wzniósł nowy zamek, który ze względu na bliskość granicy biegnącej Dniestrem i sąsiedztwo wielkiej twierdzy tureckiej w Chocimiu, stał się ważnym ogniwem strategicznym systemu obronnego ziem Korony, znajdującym się w najdalej wysuniętym na południe łańcuchu zamków. Kolejnym właścicielem zamku był Stanisław Lanckoroński, który otrzymał go jako wiano siostry Walentego Kalinowskiego. W 1653 r. był schronieniem wojsk polskich, obleganych przez Kozaków Chmielnickiego. W 1672 r. załoga w wyniku nadciągania armii tureckiej i uznając za obronę tak niewielkiej fortecy za bezcelowe, wycofała się do znacznie lepiej ufortyfikowanego pobliskiego Kamieńca Podolskiego wzmacniając liczebność jego obrońców. Wojska polskie pod dowództwem króla Jana Sobieskiego odbiły zamek pod koniec sierpnia 1684 roku. Po pokoju w Karłowicach w 1699 r. zamek oficjalnie powrócił w granice Polski. Po odzyskaniu przez Lanckorońskich zamek został odbudowany. Podczas konfederacji barskiej zamek na krótko zajęli konfederaci, jednak wyparci zostali z niego przez wojska rosyjskie. Ponownie zamek został zniszczony przez najazd turecko-tatarski w 1768 r.
Po 1793 r. Żwaniec znalazł się w zaborze rosyjskim i utracił militarne znaczenie. Odtąd zaczął się powolny proces dewastacji zamku, prowadzący do jego całkowitej ruiny.

## Architektura
Zamek główny był założony na planie nieregularnego pięciokąta, z pięciobocznymi basztami na narożach i dwupiętrowym budynkiem frontowym - bramnym pośrodku południowo-zachodniej kurtyny. Odcinki murów północno-zachodni i północno-wschodni przebiegały przy krawędzi urwiska, pozostałe były dodatkowo bronione głębokim przekopem suchej fosy oddzielając zamek od miasteczka. Do naszych czasów zachowała się baszta północna: trzykondygnacyjna ze strzelnicami, fragment baszty wschodniej i relikty budynku bramnego.